# Keukengod
De Keukengod is een taoïstische god die een beschermer van de haard en dus ook van het gezin is. Hij is de uitvinder van het vuur.
Zijn afbeelding wordt op de muur naast het fornuis gehangen. Elk jaar wordt zijn afbeelding op de 23e van de twaalfde maan in de Chinese kalender verbrand. Zijn mond wordt met honing besmeerd of hij krijgt wijn over zich heen gegooid om hem dronken te laten worden. Door honing of dronkenschap kan hij alleen een goed woord doen voor het gezin, want de Keukengod gaat elk jaar op deze dag naar de hemel om verslag te doen aan de Jadekeizer.
De Jadekeizer verspreidt het geluk over gezinnen die zich een jaar goed hebben gedragen. Een familie die zich slecht heeft gedragen en die door de Keukengod wordt vermeld, wordt bestraft.
De vrouw van de Keukengod is een dochter van de Jadekeizer. Ze schrijft alles op wat er in het huis gezegd wordt. Vroeger was het zo dat mensen van hogere rang de Keukengod op de 23e vereerden, de gewone burgers op de 24e en de vissers op de 25e van de twaalfde maan.
Tijdens Chinees nieuwjaar wordt een nieuwe afbeelding van de Keukengod geplakt. Men verwelkomt hem terug.

## Verhaal
De familie Zhang woont aan de voet van de berg Pangu, met daarop een tempel. Beide broers Zhang zijn getrouwd, de oudste broer is metselaar en de jongste schilder. De metselaar bouwt kachels die weinig brandhout gebruiken, tienduizenden mensen bestellen bij hem. Hij wordt de Kachelkoning genoemd. De schilder kan lemen beelden laten lachen, draken kunnen zwemmen en vogels kunnen vliegen. Er woont een oude priester in de tempel. De priester heeft een eeuwigdurende kalender en elk jaar werkt de schilder de godenbeelden bij. De priester schrijft de kalender van dat jaar over voor de schilder en die drukt er dan een paar honderd exemplaren van. De metselaar deelt deze kalenders uit als hij van dorp tot dorp trekt. Hij herstelt gebreken van personen door verhalen te vertellen. Hij herstelt vriendschappen en krijgt tarwekoeken als dank. Hij werd tachtig en overleed op de drieëntwintigste dag van de laatste maand.
Na de dood van de metselaar, krijgen de kinderen van de schilder ruzie. De schilder kan de situatie niet aan, hij weet niet wat te doen. Op de drieëntwintigste dag van de laatste maand gaat de schilder schilderen. Hij schildert zijn broer met zijn eerder gestorven echtgenote, met daarboven twee draken die de kalender dragen. Hij schildert ook twaalf knapen, twee draken en de kalender en hangt het stiekem aan de achtermuur van de keuken. 's Nachts haalt hij zijn kinderen uit bed en vertelt over een droom. Hij droomde over zijn broer, die onsterfelijk geworden is. De onsterfelijke broer vindt dat het in huis een schandelijke bedoening geworden is en deed zijn beklag bij de Jadekeizer. Hij werd benoemd tot Keukengod en kreeg twaalf functionarissen. Hij kijkt vanuit de keuken of mensen zich goed gedragen, op de juiste tijd werken en niets verspillen.
Op de drieëntwintigste dag van de laatste maand brengt hij verslag uit aan de Jadekeizer, mensen die niet werken maar wel eten worden gestraft. Op Nieuwjaarsdag komt hij de straffen uitdelen als hij een hoofdknik van de Jadekeizer heeft gehad. De kinderen smeken om genade en de schilder heeft een offertafel gehaald. Er worden tarwekoeken op gelegd en de schoondochter offert suiker. De schilder vraagt zijn broer om vergiffenis en zegt dat ze hun levens zullen beteren. De Keukengod moet over het goede vertellen en over het slechte zwijgen. Hij moet vrede brengen en de schilder kalligrafeert een gepaard couplet aan weerszijden van het schilderij van de Keukengod. Mannen bewerken het land en de vrouwen spinnen en weven.
De kinderen vertellen de gebeurtenis de volgende dag aan ieder die het horen wil. Iedereen herinnert zich Zhang de Kachelkoning en de schilder moet veel schilderijen van hem maken. Hij maakte een blok en drukte vele prenten. Elke avond van de drieëntwintigste dag van de laatste maand worden kaarsen aangestoken en wordt wierook gebrand. Er worden tarwekoeken en suikergoed geofferd. Op de drieëntwintigste van de laatste maand vertrekt de Keukengod naar de Jadekeizer en tijdens de laatste nachtwake van Nieuwjaarsdag komt hij terug om vrede te brengen.

## Achtergronden
- Zie ook Chinees nieuwjaar, maankalender en Ba Xian.
- Vergelijk Befana, Perchta en Krampus. Zie ook El Hadjoeza, Vrouw Holle, Jólasveinar en Grýla.